# Catherine Kelber
Catherine Kelber est une monteuse et monteuse son française née en 1938 et morte en 2019.

## Carrière
Au début de sa carrière, Catherine Kelber est assistante-monteuse ou monteuse son. Elle été monteuse sur de nombreux films de Jean-Marie Poiré. Elle prend sa retraite après avoir monté le film Rose et Noir de Gérard Jugnot, sorti en 2009.

## Filmographie

### Monteuse

#### Années 1960 et 1970
- 1965 : Le Dictionnaire de Joachim de Walerian Borowczyk (court métrage)
- 1966 : Rosalie de Walerian Borowczyk (court métrage)
- 1969 : Une veuve en or de Michel Audiard
- 1971 : Le Mans de Lee H. Katzin
- 1974 : 5709 ans dans la vie de Léon de Georges Birtschansky (court métrage)
- 1976 : Les vécés étaient fermés de l'intérieur de Patrice Leconte (créditée Catherine Michel)
- 1976 : D'amour et d'eau fraîche de Jean-Pierre Blanc (créditée Catherine Kelber-Michel)
- 1977 : Le Maestro de Claude Vital (créditée Catherine Kelber-Michel)
- 1979 : Mourir à Belfast (en) de Tony Luraschi

#### Années 1980
- 1980 : Une merveilleuse journée de Claude Vital
- 1981 : Téhéran 43 de Alexandre Alov et Vladimir Naoumov
- 1982 : Elle voit des nains partout ! de Jean-Claude Sussfeld
- 1982 : Le père Noël est une ordure de Jean-Marie Poiré
- 1983 : Les Voleurs de la nuit de Samuel Fuller
- 1983 : Papy fait de la résistance de Jean-Marie Poiré
- 1984 : Pinot simple flic de Gérard Jugnot
- 1985 : Sac de nœuds de Josiane Balasko
- 1985 : A State of Emergency de Richard C. Bennett
- 1985 : Scout toujours... de Gérard Jugnot
- 1986 : Twist again à Moscou de Jean-Marie Poiré
- 1987 : Les Keufs de Josiane Balasko
- 1987 : Poule et Frites de Luis Rego
- 1988 : Sans peur et sans reproche de  Gérard Jugnot
- 1989 : Mes meilleurs copains de Jean-Marie Poiré

#### Années 1990
- 1990 : Tinikling ou La Madonne et le Dragon (en) de Samuel Fuller
- 1991 : Une époque formidable… de Gérard Jugnot
- 1991 : Ma vie est un enfer de Josiane Balasko
- 1991 : L'Opération Corned Beef de Jean-Marie Poiré
- 1992 : Le Zèbre, un film français de Jean Poiret
- 1993 : Les Visiteurs de Jean-Marie Poiré
- 1994 : La Vengeance d'une blonde de Jeannot Szwarc
- 1994 : Casque bleu de Gérard Jugnot
- 1995 : Les Anges Gardiens de Jean-Marie Poiré
- 1996 : Fantôme avec chauffeur de Gérard Oury
- 1996 : Fallait pas !… de Gérard Jugnot
- 1997 : Les Sœurs Soleil de Jeannot Szwarc
- 1998 : Les Couloirs du temps : Les Visiteurs 2 de Jean-Marie Poiré
- 1998 : Le Schpountz de Gérard Oury

#### Années 2000
- 2000 : Meilleur Espoir féminin de Gérard Jugnot
- 2000 : La Vache et le Président de Philippe Muyl
- 2001 : Le Roman de Lulu de Pierre-Olivier Scotto
- 2002 : Monsieur Batignole de Gérard Jugnot
- 2002 : Les Tombales de Christophe Barratier (court métrage)
- 2003 : L'Été dans la vallée d'or de Srdjan Vuletic
- 2004 : Au secours, j'ai 30 ans ! de Marie-Anne Chazel
- 2005 : Boudu de Gérard Jugnot
- 2007 : Les Deux Mondes de Daniel Cohen
- 2009 : Rose et Noir de Gérard Jugnot

### Monteuse son
- 1973 : Le Silencieux de Claude Pinoteau
- 1973 : Les Granges brûlées de Jean Chapot et Alain Delon
- 1974 : Les Quatre Charlots mousquetaires d'André Hunebelle
- 1974 : Le Cri du cœur de Claude Lallemand
- 1975 : L'Agression de Gérard Pirès
- 1977 : … Comme la lune de Joël Séria
- 1979 : Moonraker de Lewis Gilbert
- 1980 : La Mort en direct de Bertrand Tavernier
- 1980 : Une semaine de vacances de Bertrand Tavernier
- 1980 : Le Cœur à l'envers de Franck Appréderis

### Assistante-monteuse
- 1962 : Adorable Menteuse de Michel Deville
- 1964 : Lucky Jo de Michel Deville
- 1967 : Un choix d'assassins de Philippe Fourastié
- 1971 : Le Saut de l'ange d'Yves Boisset
- 1971 : La Folie des grandeurs de Gérard Oury
- 1973 : L'Impossible Objet de John Frankenheimer
- 1974 : Stavisky d'Alain Resnais
- 1975 : French Connection 2 de John Frankenheimer
- 1975 : Bobby Deerfield de Sydney Pollack

## Distinctions
- Césars 1994
  - Nomination au César du meilleur montage pour Les Visiteurs de Jean-Marie Poiré